# Teorema del punto fijo de Kakutani
En análisis matemático el teorema del punto fijo de Kakutani (llamado así en honor a Shizuo Kakutani quien lo demostró en 1941) es una generalización del teorema del punto fijo de Brouwer que describe condiciones para las cuales una función multivaluada definida en un subconjunto compacto y convexo del espacio Euclidiano tiene un punto fijo (es decir, un punto que es enviado bajo la función a un subconjunto que también lo contiene).
Su importancia radica en que ha sido aplicado en diversos problemas de la economía y teoría de juegos, particularmente para demostrar la existencia de equilibrios de Nash en estrategias mixtas.

## Definiciones previas
Algunas definiciones utilizadas en el teorema son:
Una función multivaluada φ del conjunto X al conjunto Y es una regla de correspondencia que asocia uno o más puntos de Y a un punto de X. Formalmente, si X y Y son dos conjuntos entonces cualquier función de la forma {\displaystyle \varphi :X\rightarrow 2^{Y}}
es llamada función multivaluada.
Se dice que una función multivaluada {\displaystyle \varphi :X\rightarrow 2^{Y}} tiene una gráfica cerrada si el conjunto {\displaystyle \{(x,y)|y\in \varphi (x)\}} es un subconjunto cerrado de {\displaystyle X\times Y} bajo la topología producto.
Sea {\displaystyle \varphi :X\rightarrow 2^{Y}} una función multivaludada. Entonces a∈X es un punto fijo de φ si a∈φ(a).

## Enunciado original
| Sea S un subconjunto no vacío, compacto y convexo del espacio Euclidiano {\displaystyle \textstyle \mathbb {R} ^{n}} y {\displaystyle \varphi :S\rightarrow 2^{S}} una función multivaluada superiormente semicontinua, convexa y tal que φ(x) es cerrado y no vacío para todo x∈S. Entonces φ tiene un punto fijo. Shizuo Kakutani (1941) |

## Enunciado alternativo
| Sea S un subconjunto no vacío, compacto y convexo del espacio euclidiano {\displaystyle \textstyle \mathbb {R} ^{n}} y {\displaystyle \varphi :S\rightarrow 2^{S}} una función multivaluada con una gráfica cerrada y tal que φ(x) es no vacío y convexo para todo x∈S. Entonces φ tiene un punto fijo. Shizuo Kakutani (1941) |

Kakutani estableció el teorema a partir de la definición de función superiormente semicontinua, sin embargo es posible demostrar que para una función cuya imagen es acotada, el que sea superiormente semicontinua con valores cerrados es equivalente a que su gráfica sea cerrada, de modo que ambos enunciados son equivalentes.